# Jean-Jacques de Peretti
Jean-Jacques de Peretti (n. 21 septembrie 1946, Clermont-Ferrand, Franța) este un politician francez, primar al orașului Sarlat-la-Canéda, precum și consilier de stat.. 